# Cerapus orteai
Cerapus orteai is een vlokreeftensoort uit de familie van de Ischyroceridae. De wetenschappelijke naam van de soort is voor het eerst geldig gepubliceerd in 2007 door Ortiz & Thomas.